# 米ケ崎町
米ケ崎町（こめがさきちょう）は、千葉県船橋市の地名。郵便番号は273-0861。

## 地理
千葉県船橋市の地理的中央部に位置する。北で高根町、東で飯山満町、南で東町、西で夏見と隣接する。道路沿の集落及びロードサイド店舗の他は殆どが農地である。海老川水系の飯山満川（南部）・宮前川（北部）が流れており稲作が盛んである。

### 河川
- 飯山満川
- 宮前川

## 歴史
米ケ崎町は隣接している夏見と大きな関係がある。もともと夏見の一帯が伊勢神宮の荘園とされ、夏見御厨と呼ばれた頃にはその一部になっていたとされる。その頃に中世城址があったが崩された。その後、寛文年間頃は佐倉藩領、元禄年間頃は幕府の代官領と旗本曽雌氏の知行地とされている。
1889年（明治22年）に町村制施行により八栄村の大字「米ケ崎」となる。1940年（昭和15年）に「米ケ崎町」となり現在に至る。

### 地名の由来
- 日本武尊（やまとたけるのみこと）が夕日神社を夏見に祀り、その年の新穀を捧げて「新嘗祭」をした時、この土地から真っ先に米を奉納した。（伝説）
- 「崎」は突き出た台地を意味する。実際の地形に合っている。
- 「込」で古代牧場の追込場のある岬を意味する。
- こま（細）が転じたもので、小さな岬状の台地を意味する。

など諸説あるが未詳である。

## 世帯数と人口
2017年（平成29年）11月1日現在の世帯数と人口は以下の通りである。
| 町丁     | 世帯数  | 人口  |
| -------- | ------- | ----- |
| 米ケ崎町 | 120世帯 | 259人 |

## 小・中学校の学区
市立小・中学校に通う場合、学区は以下の通りとなる
| 番地                                                 | 小学校                                                  | 中学校                                                |
| ---------------------------------------------------- | ------------------------------------------------------- | ----------------------------------------------------- |
| 1～449番地 477～479番地 483番地、508番地 510番地以降 | 船橋市立八栄小学校                                      | 船橋市立船橋中学校                                    |
| 453～476番地 480～482番地 484～507番地               | 船橋市立飯山満南小学校                                  | 船橋市立飯山満中学校                                  |
| 450番地～452番地 509番地 ※どちらも要地図確認         | 船橋市立八栄小学校 船橋市立飯山満南小学校 ※またがり区域 | 船橋市立船橋中学校 船橋市立飯山満中学校 ※またがり区域 |

## 交通
- 最寄駅はJR総武線（各駅停車）東船橋駅あるいは東葉高速鉄道東葉高速線飯山満駅。
- 町域東部に千葉県道8号船橋我孫子線が通っている。

元々は大正時代に未成線である船橋鉄道の経由地となった。